# 単位操作
単位操作（たんいそうさ、英: Unit operation）とは、あらゆる化学的な製品製造過程を反応、分離など個別の操作の組み合わせとして理解する概念、または、まったく違う分野の加工技術を、その理論的背景の共通性からひとつの操作として統合的に捉える概念をさす。
化学工学において中核となる概念である。

## 背景
この概念により製品製造過程（プロセス）を捉えなおす以前は、よりよいプロセスを目指した改善は焦点を絞りにくいもので、技術者のセンスによるところが大きかった。そのプロセスを、反応、そして各種の分離法の組み合わせとして理解し、必要な改善点の明確化を図る概念として単位操作は考案された。
さらに、アルコールの蒸留と石油の分留など、異なる分野における同一な単位操作が同じ基礎方程式に基づいて定量化されることが判明し、分野を越えた特定の単位操作に対する研究が行われるようになった。

## 単位操作の種類
単位操作は、反応と諸々の分離・生成、蒸留や抽出、ガス吸収、吸着、膜分離、乾燥、再結晶、および熱や運動量の加減量（加熱やポンプによる押し出しなど）からなる。
これらはそれぞれ独立した学問として成立しているものもある。詳細は化学工学に譲る。